# Cyclosorus kuliangensis
Cyclosorus kuliangensis là một loài thực vật có mạch trong họ Thelypteridaceae. Loài này được (Ching) K.H. Shing mô tả khoa học đầu tiên năm 1993.